# Nick Littlemore
Nick Littlemore (Sídney, 6 de mayo de 1978) es un músico y productor australiano, y hermano del también productor Sam Littlemore. Nick es miembro del grupo Pnau (junto con Peter Mayes), del grupo rock-punk-dance Teenager (junto con Pip Brown a.k.a Ladyhawke) y también forma parte del dúo pop Empire of the Sun (con Luke Steele de The Sleepy Jackson). Es un talentoso productor, que recientemente ha trabajado con Damn Arms, Lost Valentinos, Wynter Gordon, Robbie Williams, Lily Allen, Sky Ferreira, Mercy Arms, Mika y Sir Elton John.
Nick ha situado su estudio de trabajo en Sídney, aunque también viaja frecuentemente a Los Ángeles y en Londres.
Se educó en Barker College y terminó el instituto en 1996. También asistió al College of Fine Arts University of New South Wales, graduándose en Medios Digitales.
En el 2010 colaboró con Groove Armada en su nuevo álbum Black Light. También ha colaborado con Elton John en su último disco.
En 2011 junto con Peter Mayes, regresa con un nuevo álbum de Pnau titulado "Soft Universe", fue lanzado a la venta el 22 de julio.
En la actualidad es el compositor y director musical del espectáculo Cirque Du Soleil de la temporada anual en el Radio City Music Hall. El programa comenzó en junio de 2011.